# Monte Telenek
Il Monte Telenek è una montagna delle Alpi Orobie alta 2.753 m s.l.m., situata a cavallo tra le province di Sondrio e Brescia.
È la vetta più elevata tra quelle che fanno parte del crinale che si estende dal Monte Venerocolo fino al Passo dell'Aprica, dividendo la Val Belviso (SO) dalla Valle di Campovecchio (BS). Si trova a nord del Monte Sellero, elevandosi al di sopra della conca del Lago di Pisa, e si presenta come una cima panoramica che alterna pietraie e creste a zone più erbose. Dalla sua sommità si possono ammirare molte delle vette principali delle Orobie, le Alpi Retiche, l'Adamello e la Concarena.

## Accessi
Per raggiungerlo si parte solitamente da Ponte Frera, in Val Belviso. Si prende il sentiero che salendo nel bosco conduce alla Malga Nembra, per poi incrociare il sentiero 301, che bisogna seguire verso destra. Giunti alla località Foppo Alto si abbandona il segnavia 301 per risalire a sinistra la Valle di Pisa giungendo poi al Lago di Pisa (2.446 m). Da qui si punta il canalone erboso a destra della cima del Telenek, lo si risale e una volta giunti in cresta la si percorre verso sinistra senza particolari difficoltà fino in vetta. La tempistica segnalata è di circa 4 ore.
Si può raggiungere anche dalla Val di Scalve, in provincia di Bergamo, ma in questo caso l'escursione si allunga. Si parte da La Paghera (comune di Schilpario) imboccando il sentiero 414 che risale tutta la Valle di Venerocolino e porta al Passo del Venerocolo (2314 m). Dal passo si prende il sentiero 301 che si dirige verso nord, scendendo verso la località Foppo Alto, congiungendosi con il percorso precedente. Per questo itinerario bisogna mettere in conto 5 ore di cammino.